# Tebon (Padangan)
Tebon is een bestuurslaag in het regentschap Bojonegoro van de provincie Oost-Java, Indonesië. Tebon telt 1297 inwoners (volkstelling 2010).